# Matija Mišić
Matija Mišić (Županja, 1992. január 30. –) horvát korosztályos válogatott labdarúgó, aki jelenleg a Soroksár SC játékosa.

## Pályafutása
Mišić a horvát NK Osijek akadémiáján kezdte el labdarúgó pályafutását. 2010 és 2017 között számos horvát élvonalbeli csapatban megfordult, 2017 és 2019 között a Kisvárda játékosa volt. 2019 nyarán Soroksár SC szerződtette.